# Aspa
Aspa  es un municipio español de la comarca del Segriá, en la provincia de Lérida, Cataluña, situado al este de la comarca y en el límite con la de Garrigas.

## Geografía humana

### Demografía
Cuenta con una población de 220 habitantes (INE 2024).
| Gráfica de evolución demográfica de Aspa entre 1842 y 2021                                                            |
| |
| Población de derecho según los censos de población del INE. Población de hecho según los censos de población del INE. |

| 1900 | 1930 | 1950 | 1970 | 1981 | 1986 |
| ---- | ---- | ---- | ---- | ---- | ---- |
| 502  | 476  | 467  | 327  | 288  | 274  |

## Economía
Agricultura de secano y de regadío. Ganadería bovina, ovina y porcina.

## Lugares de interés
- Iglesia de San Julián, con fachada barroca. De ella procede un retablo de Jaume Ferrer II, conservado en el Museo Diocesano de Lérida.
- Ermita de San Sebastián
- Casco antiguo del pueblo, con casas de los siglos XV y XVI.